# パーフェクトベビー願望
パーフェクトベビー願望（パーフェクトベビーがんぼう）またはパーフェクトチャイルド願望（パーフェクトチャイルドがんぼう）とは、身体に障害などがない五体満足で、かつ勉強や運動も優れている、完全な（Perfect）子ども（baby・child）が欲しい、という親の願望である。
この願望はどんな親にも多かれ少なかれある。また、昔は多産な一方で病気や戦死など早世の要素も少なくなく、低学歴で早くから働きに出ていた子も多かったのに比べ、少子化や進学率の上昇により社会全体が少数精鋭型の産児・子育て傾向に推移してきた背景も、パーフェクトベビー願望に拍車をかけている。高齢初産の増加等から「次のチャンス」が期待できないいわゆる「貴重児」も増え、数少ないチャンスを失敗なく物にしたいという想いが強く現れる。
不妊治療、特に体外受精には、費用や時間以外にも双子が生まれやすい（その結果早産になりやすい）などのリスクもある。特に双生児については、普通に妊娠した場合に比べ約15倍の確率でなると言われている。生まれてきた子どもがなんらかの障害を抱えている障害者だった場合、それに失望して親が育児放棄する事が問題になるケースもある。
パーフェクトベビー願望は親なら大抵誰もが持っていて、同時に、生まれてくる子どもが先天的な障害児である確率も一定の確率で存在する。